# Marché de Norwich

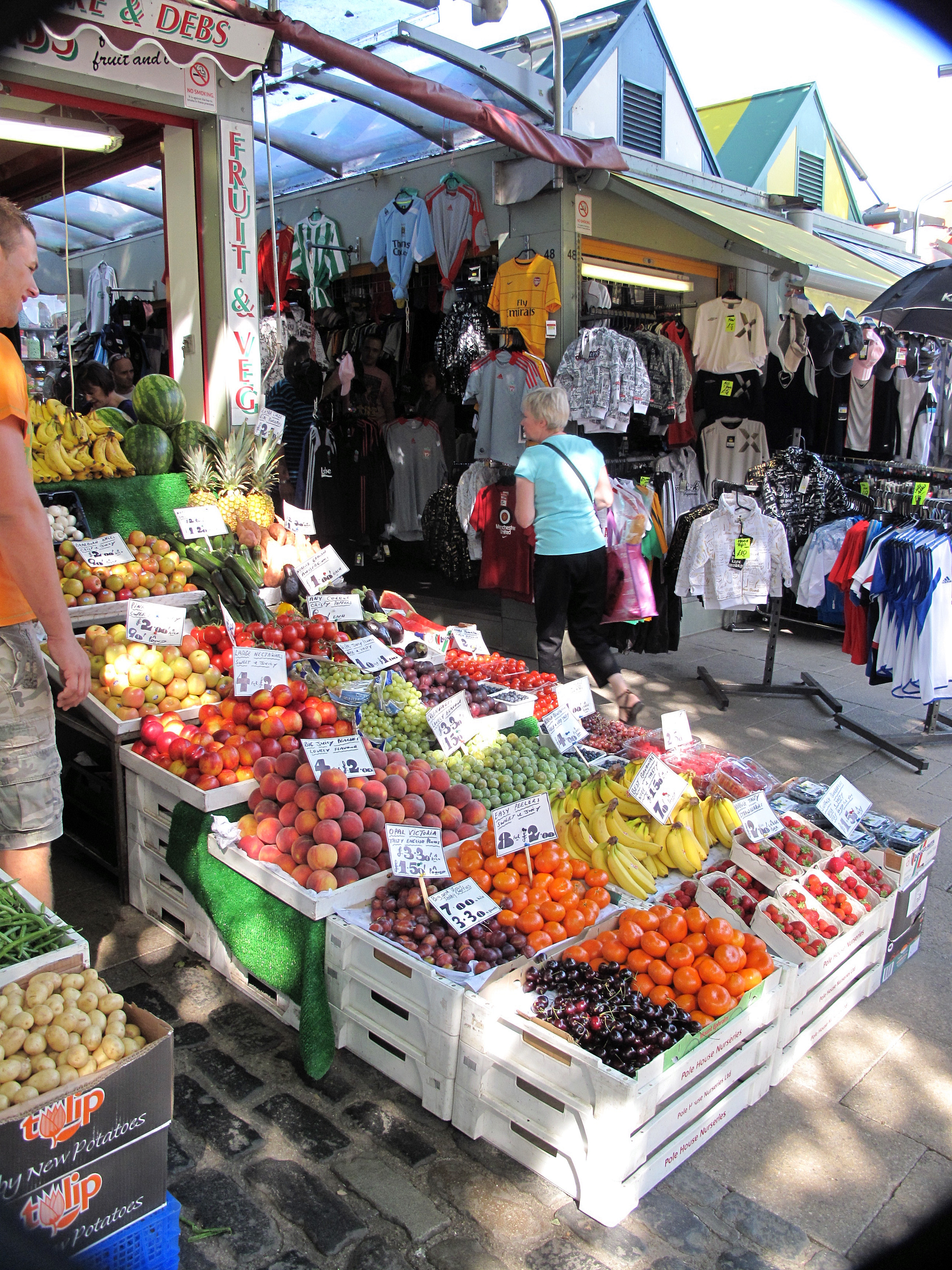
Le marché.

Le marché de Norwich est un marché en plein air de la ville de Norwich, en Angleterre, actif depuis la fin du XIe siècle. 

## Création
Ville du comté de Norfolk, Norwich est située sur la rivière Wensum à l'Est de l'Angleterre. Ses origines sont imprécises mais il apparaît que la ville, sous le règne du Roi Athelstan (924-939) est une importante place marchande faisant partie d'une des principales régions du pays. L'établissement du peuple anglo-saxon s'organise autour de Tombland, point stratégique de convergence des voies vers Norwich. C'est la plaine de Tombland qui accueille ainsi le marché de Norwich.
Après la conquête normande de l'Angleterre (1066-1071), la ville de Norwich est totalement repensée et réaménagée. La cathédrale est érigée à l'est de Tombland et une partie de la vieille-ville située au sud ouest de Tombland est rasée pour laisser place au futur château de Norwich. Une nouvelle ville normande, Mancroft, est bâtie à l'ouest du château et accueille son propre marché. La date exacte de créatrion du marché de Mancroft est inconnue mais il apparaît qu'elle était déjà opérationnelle lors de la parution du Domesday Book en 1086.
Dans l'Angleterre normande, le droit de faire du commerce est soumis à la prérogative royale et, comme beaucoup d'autres marchés et foires de cette époque, le marché de Mancroft est exploité sous forme de licence par le Roi. Mandaté directement par le Roi, c'est le Secrétaire d'Etat au Royaume qui supervise ce marché et en récolte les impôts et autres taxes. 

## Au Moyen-Age
Au début du {{s-|XIV}}, Norwich est l'un des principales villes européennes. East Anglia est, à cette époque, l'une des régions du pays les plus denses en matière de population. C'est également une région très productrice : céréales, bétail, moutons et volailles. La plupart de ces produits sont vendus à Norwich, port intérieur situé au centre de la région. Norwich, centre administratif de la région, s'industrialise largement, devenant un important marchand de textiles, cuirs et métaux. En 1300, la population de Norwich est de 6 000 à 10 000 habitants, et l'on estime qu'environ 20 000 personnes peuplent la ville même et sa banlieue. Cette densité fait donc de la ville l'une des plus prospères d'Angleterre, considérée dès lors comme seconde ville majeure du pays [après Londres]. En dehors des foires occasionnelles, la majorité des marchandises produites ou importées dans la région passe par le marché de Mancroft. Se déroulant tous les jours au {{s-|XIV}}, il se tient par la suite uniquement les mercredi et samedi. 
By the start of the 14th century, Norwich was one of Europe's major cities. East Anglia was at this time one of the most densely populated areas in England, producing large amounts of grain, sheep, cattle and poultry.  Much of this produce was traded in Norwich, an inland port roughly at the centre of the region. The City, meanwhile, had industrialised, its growth based on textiles, leather and metalworking, as well as being the administrative centre of the region. By 1300, Norwich had a population of between 6,000–10,000, with a total of around 20,000 people living in the area. (One 19th century historian estimated Norwich's population pre-1349 at as high as 70,000.) It was one of the largest and most prosperous cities in the country, and was considered the second city of England. Aside from occasional fairs, the majority of all goods produced in or imported to the region passed through the market at Mancroft. While there is some evidence that the market operated daily for a period around 1300, it generally operated on Wednesdays and Saturdays.